# Moyie Lake
Moyie Lake är en sjö i Kanada.   Den ligger i provinsen British Columbia, i den södra delen av landet, 3 000 km väster om huvudstaden Ottawa. Moyie Lake ligger 929 meter över havet. Arean är 6,2 kvadratkilometer. Den sträcker sig 6,9 kilometer i nord-sydlig riktning, och 1,5 kilometer i öst-västlig riktning.
Följande samhällen ligger vid Moyie Lake:
- Moyie (450 invånare)

I omgivningarna runt Moyie Lake växer i huvudsak barrskog. Trakten runt Moyie Lake är nära nog obefolkad, med mindre än två invånare per kvadratkilometer.